# Sorex excelsus
Sorex excelsus is een zoogdier uit de familie van de spitsmuizen (Soricidae). De wetenschappelijke naam van de soort werd voor het eerst geldig gepubliceerd door G.M. Allen in 1923.

## Voorkomen
De soort komt voor in China en mogelijk Nepal.